# 海南特別行政区
海南特別行政区（かいなん-とくべつぎょうせいく）は中華民国が海南島（当初は南沙諸島などを含む）に設置した行政区。現在その領域は中華人民共和国の海南省に相当する。略称は瓊。

## 歴史
1932年（民国21年）5月27日、西南政務委員会は『瓊崖特別区長官公署組織条例』を公布、その第1条で「国民政府は瓊崖全域を瓊崖特別区とし、特別区長官を設置し国民政府直轄とする」と規定したが実施されず、日中戦争期間中には日本軍により占領された。
1947年8月、行政院院務会議は海南島及び南沙諸島に行政院直属の海南特別行政区を設置することを決定、1949年（民国38年）4月、海南特別行政区（略称:海南特区）が正式に成立、区行政長官公署は海口市に設置され、下部に1市16県を管轄した。同年6月には『海南特区行政長官署組織条例』が公布され、海南特別行政区は海南島、東沙諸島、西沙諸島、中沙諸島、南沙諸島及び付属島嶼とされた。
1950年5月1日に共産党軍により「解放」された後、海南行政区に改編され広東省所管の一行政区とされた。ただし、東沙諸島と太平島は中華民国の管轄のままであった。
1979年2月16日に東沙諸島と太平島は正式に高雄市の管轄に変更された。

## 行政区画
下部行政区は下記の通り。
- 市
  - 海口市
- 県
  - 崖県
  - 感恩県
  - 瓊山県
  - 瓊東県
  - 昌江県
  - 儋県
  - 澄邁県
  - 定安県
  - 白沙県
  - 文昌県
  - 保亭県
  - 万寧県
  - 楽会県
  - 楽東県
  - 陵水県
  - 臨高県